# Bisceglie Calcio a 5 2010-2011
Nel 2010-11 il Bisceglie disputa il campionato di Serie A di calcio a 5.

## Maglie e Sponsor
Lo sponsor tecnico per la stagione 2010-2011 è Joma, mentre quello ufficiale è RAMS 23.
| casa | Trasferta | Terza divisa | Quarta divisa |

## Organigramma
- Presidente Onorario: Alfonso Russo
- Presidente:Eugenio Pedone
- Vicepresidente: Giuliano Mastrototaro
- Vicepresidente: Biagio Di Terlizzi
- Segretario:  Vito Mastrapasqua
- Segretario U21: Grazia Di Pierro
- Consigliere: Renato Martire
- Consigliere: Gianmarco Maenza
- Consigliere: Giulio Tritto
- Consigliere: Arcangelo Lamanuzzi
- Addetto stampa: Gianluca Valente
- Preparatore atletico:
- Dir. Accompagnatore: Piero Todisco
- Magazziniere: Pasquale Brescia
- Allenatore: Leopoldo Capurso

## Rosa
| N° | Naz.               | Ruolo      | Sportivo                 | Anno     |  |  |
| -- | ------------------ | ---------- | ------------------------ | -------- |  |  |
| 1  | Brasile (bandiera) | Portiere   | Laion De Freitas         | 28.05.89 |  |  |
| 2  | Italia (bandiera)  | Universale | Francesco De Cillis      | 23.06.85 |  |  |
| 4  | Italia (bandiera)  | Laterale   | Antonio Amoruso          | 02.09.90 |  |  |
| 5  | Brasile (bandiera) | Laterale   | Kike Mocellin            | 15.06.88 |  |  |
| 6  | Brasile (bandiera) | Laterale   | Giovani Pedotti          | 09.06.82 |  |  |
| 9  | Italia (bandiera)  | Pivot      | Alberto Pedone           | 01.02.89 |  |  |
| 10 | Brasile (bandiera) | Difensore  | Rodolpho Schlickmann     | 05.08.78 |  |  |
| 11 | Brasile (bandiera) | Laterale   | Carioca                  | 21.09.85 |  |  |
| 12 | Italia (bandiera)  | Portiere   | Claudio Lopopolo         | 11.11.83 |  |  |
| 13 | Brasile (bandiera) | Pivot      | Dao                      | 13.04.79 |  |  |
| 14 | Brasile (bandiera) | Pivot      | Alcides De Souza Pereira | 16.12.80 |  |  |
| 15 | Brasile (bandiera) | Universale | Jocimar Jubanski         | 07.07.77 |  |  |
| 20 | Brasile (bandiera) | Difensore  | Pompeo Lorusso           | 20.12.90 |  |  |
| 26 | Brasile (bandiera) | Difensore  | Jeffe                    | 26.04.81 |  |  |
|    | Italia (bandiera)  | Allenatore | Leopoldo Capurso         | 05.03.56 |  |  |

## Statistiche
Statistiche aggiornate al 16 maggio 2011

### Statistiche di squadra
| Competizione | Punti | In casa | In casa | In casa | In casa | In trasferta | In trasferta | In trasferta | In trasferta | Totale | Totale | Totale | Totale | Totale | Totale |
| Competizione | Punti | G       | V       | N       | P       | G            | V            | N            | P            | G      | V      | N      | P      | Gf     | Gs     |
| ------------ | ----- | ------- | ------- | ------- | ------- | ------------ | ------------ | ------------ | ------------ | ------ | ------ | ------ | ------ | ------ | ------ |
| Campionato   | 47    | 13      | 9       | 2       | 2       | 13           | 5            | 3            | 5            | 26     | 16     | 5      | 7      | 70     | 61     |
| Play-off     |       | 1       | 0       | 0       | 1       | 1            | 0            | 1            | 0            | 2      | 0      | 1      | 1      | 5      | 6      |
| Coppa Italia | -     | -       | -       | -       | -       | -            | -            | -            | -            | 1      | 0      | 0      | 1      | 1      | 2      |
| Totale       | 47    | 14      | 9       | 2       | 3       | 14           | 5            | 4            | 5            | 29     | 16     | 6      | 9      | 76     | 69     |

### Statistiche dei giocatori
| Giocatore                | Campionato | Campionato | Campionato | Campionato | Coppa Italia | Coppa Italia | Coppa Italia | Coppa Italia | SuperCoppa Italia | SuperCoppa Italia | SuperCoppa Italia | SuperCoppa Italia | Play-off | Play-off | Play-off | Play-off | Totale | Totale | Totale | Totale |
| Giocatore                | Pres       | Gol        | Am         | Esp        | Pres         | Gol          | Am           | Esp          | Pres              | Gol               | Am                | Esp               | Pres     | Gol      | Am       | Esp      | Pres   | Gol    | Am     | Esp    |
| ------------------------ | ---------- | ---------- | ---------- | ---------- | ------------ | ------------ | ------------ | ------------ | ----------------- | ----------------- | ----------------- | ----------------- | -------- | -------- | -------- | -------- | ------ | ------ | ------ | ------ |
| Laion Freitas            | 24         | 6          |            |            |              |              |              |              |                   |                   |                   |                   |          |          |          |          |        |        |        |        |
| Francesco De Cillis      | 13         | 1          |            |            |              |              |              |              |                   |                   |                   |                   |          |          |          |          |        |        |        |        |
| Antonio Amoruso          | 21         | 0          |            |            |              |              |              |              |                   |                   |                   |                   |          |          |          |          |        |        |        |        |
| Kike Mocellin            | 22         | 4          |            |            |              |              |              |              |                   |                   |                   |                   |          |          |          |          |        |        |        |        |
| Giovani Pedotti          | 16         | 10         |            |            |              |              |              |              |                   |                   |                   |                   |          |          |          |          |        |        |        |        |
| Alberto Pedone           | 12         | 0          |            |            |              |              |              |              |                   |                   |                   |                   |          |          |          |          |        |        |        |        |
| Rodolpho Schlickmann     | 24         | 8          |            |            |              |              |              |              |                   |                   |                   |                   |          |          |          |          |        |        |        |        |
| Carioca                  | 18         | 3          |            |            |              |              |              |              |                   |                   |                   |                   |          |          |          |          |        |        |        |        |
| Claudio Lopopolo         | 26         | 0          |            |            |              |              |              |              |                   |                   |                   |                   |          |          |          |          |        |        |        |        |
| Dao                      | 24         | 11         |            |            |              |              |              |              |                   |                   |                   |                   |          |          |          |          |        |        |        |        |
| Alcides De Souza Pereira | 26         | 13         |            |            |              |              |              |              |                   |                   |                   |                   |          |          |          |          |        |        |        |        |
| Jocimar Jubanski         | 13         | 6 (+2)     |            |            |              |              |              |              |                   |                   |                   |                   |          |          |          |          |        |        |        |        |
| Gianluca Di Benedetto    | 2          | 0          |            |            |              |              |              |              |                   |                   |                   |                   |          |          |          |          |        |        |        |        |
| Domenico De Gennaro      | 4          | 0          |            |            |              |              |              |              |                   |                   |                   |                   |          |          |          |          |        |        |        |        |
| Fabio Napoletano         | 1          | 0          |            |            |              |              |              |              |                   |                   |                   |                   |          |          |          |          |        |        |        |        |
| Jeffe                    | 22         | 5          |            |            |              |              |              |              |                   |                   |                   |                   |          |          |          |          |        |        |        |        |
| Giuseppe Russo           | 15         | 0          |            |            |              |              |              |              |                   |                   |                   |                   |          |          |          |          |        |        |        |        |